# Hypophthalmichthys
Genre
Hypophtalmichthys est un genre de poissons téléostéens.

## Liste des espèces
Selon FishBase (20 novembre 2016) et World Register of Marine Species (20 novembre 2016) :
- Hypophthalmichthys harmandi Sauvage, 1884
- Hypophthalmichthys molitrix (Valenciennes in Cuvier & Valenciennes, 1844)
- Hypophthalmichthys nobilis (Richardson, 1845) - carpe à grosse tête